# Henicjapyx
Henicjapyx es un género de Diplura en la familia Japygidae.

## Especies
- Henicjapyx indosinensis Silvestri, 1948